# Filipinas nos Jogos Olímpicos de Inverno de 1992
As Filipinas competiu nos Jogos Olímpicos de Inverno de 1992, realizados em Albertville, França.